# Малая астрономия
Малая астрономия ( ὁ μικρὸς αστρονούμενος, Малое астрономическое собрание) — сборник древнегреческих сочинений по сферической геометрии и другим областям математики, имеющим отношение к астрономии.  

## Учебник
По мнению большинства историков астрономии в поздней античности существовал сборник трудов, называемый «Малой астрономией», который полагалось изучать после «Начал» Евклида, чтобы иметь возможность понять «Альмагест» Птолемея, который в противовес назывался «великим». 
Однако, существование такого сборника оспаривается известным историком науки Нейгебауэром.

## Состав
Этот сборник включал  труды по сферической геометрии: «О движущейся сфере» и «О восходах и заходах» Автолика, «Сферика» Минелая и «Сферика» Феодосия. 
Кроме того, в этот сборник входили труды Евклида 
(«Данные», 
«Оптика»), 
Аристарха, Архимеда (О шаре и цилиндре, 
Измерение круга). Вероятно, некоторые из этих трудов (в частности, трактат Автолика «О движущейся сфере» — древнейший из сохранившихся сочинений о сферической геометрии) сохранились благодаря тому, что были включены в сборник «Малая астрономия».